# 銭鼎銘
銭 鼎銘（せん ていめい、Qian Dingming、1824年 - 1875年）は、清の官僚。字は調甫。江蘇省太倉県出身。湖北巡撫銭宝琛の子。
道光26年（1846年）に挙人となり、父に従って団練を組織した。小刀会の劉麗川が上海を占拠すると、青浦の周立春が呼応して嘉定を陥落させた。銭鼎銘は郷勇を率いてこれを奪回し、訓導に任命された。咸豊10年（1860年）、太平天国軍の第二次江南大営攻略で包囲網が崩れ、李秀成が上海へ侵攻し江蘇省が危機に陥ると、安慶の曽国藩のもとへ救援の要請に赴いた。同治元年（1862年）、李鴻章が江蘇巡撫になると幕下に入り、道員に昇進した。
同治5年（1866年）、李鴻章が曽国藩に代わって捻軍の鎮圧に赴くと、食糧の補給を担当し滞らせることがなかった。曽国藩が直隷総督に就任するとそれに従い、同治8年（1869年）には直隷按察使、ついで直隷布政使に就任した。同治10年（1871年）に河南巡撫となり、水利事業に尽力した。死後、敏粛の諡号が贈られた。